# Château de Rully
Le château de Rully est situé sur la commune de Rully en Saône-et-Loire, à flanc de coteau. Il domine toute la région, face à la plaine qui s'étend en direction de la Saône. Vers l'ouest, il commande la petite combe des Agneux vers Nantoux et Chassey-le-Camp.
Il fait l’objet d’une inscription au titre des monuments historiques depuis le 22 février 1960.
C'est l'un des quatorze lieux d'exception ouverts au public réunis depuis une vingtaine d'années au sein de « La Route des châteaux en Bourgogne du Sud ».

## Description
À la fin du XIVe siècle, la maison forte est composée d'un donjon carré, de trois tours d'angle rondes et d'une tour de flanquement. Tous les éléments, réunis par des courtines surmontées d'un chemin de ronde, étaient crénelés au sommet et protégés à la base par un large fossé profond, franchissable sur un seul pont-levis, dont l'emplacement est bien visible sur la face sud. Au XVe siècle, les Saint-Léger font construire, sur les faces est, nord et ouest de la cour intérieure, des bâtiments avec de magnifiques charpentes en chêne, appuyées extérieurement sur le chemin de ronde en encorbellement et recouvertes de tuiles plates bourguignonnes. À la fin du XIXe siècle, les transformations font en partie disparaître certains aspects de la maison forte du Moyen Âge: comblement des douves sèches, suppression du pont-levis et des grosses portes qui interdisaient l'accès à la cour d'honneur, construction d'un bâtiment néo-gothique avec mâchicoulis à l'intérieur de la cour, au pied du donjon.
Les pièces du rez-de-chaussée des tours sont voûtées, les chambres et les corridors sont couverts de plafonds à poutres et solives apparentes.
Des bâtiments d'exploitation aux toits de lave, restes de l'ancienne basse cour, entourent la grande cour extérieure et servent d'avenue d'honneur en avant du portail.
Un colombier – qui a conservé son échelle tournante – pouvait abriter quelque 2 400 pigeons. 
Le château est une propriété privée, mais se visite.
En 1991, le château fut primé au palmarès national des Vieilles maisons françaises.

## Historique
- 851 : première mention
- 920 : Rully fait partie des domaines de la puissante maison de Vergy
- 1194 : le château appartient à Hugues de Rully; celui-ci fait bâtir le donjon, tour carrée.
- XIVe siècle : En l'absence d'héritier mâle dans la famille de Rully, le château passe dans la famille des Saint-Léger avec le mariage d'Isabelle de Rully et Robert de Saint-Léger.
- XVe siècle : la famille de Saint-Léger rend le château habitable en y réalisant des aménagements intérieurs.
- 1619 : par héritage, le château échoit à la famille de Montessus
- époque révolutionnaire : un certificat de la commune de Rully, à propos de la « marquise » de Montessus, détenue quelque temps à la prison de Chalon, atteste que les malheureux ont toujours trouvé en elle une mère, l'opprimé un soutien
- époque moderne : propriété de Raoul d'Aviau de Ternay, descendant des Montessus, des Saint-Léger et des Rully

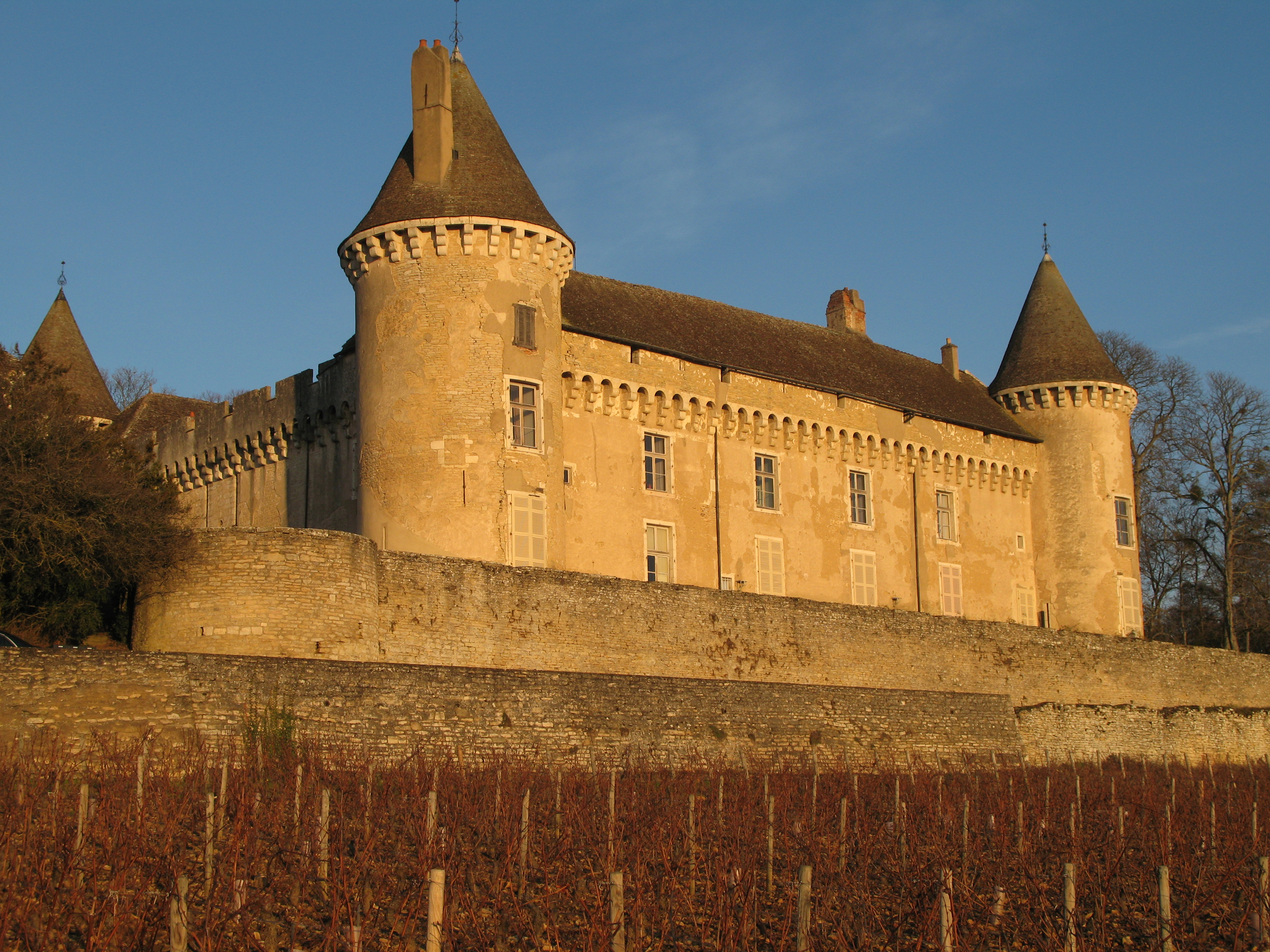
Le château de Rully.

## Annexe